# Torres de graduação em Ciechocinek

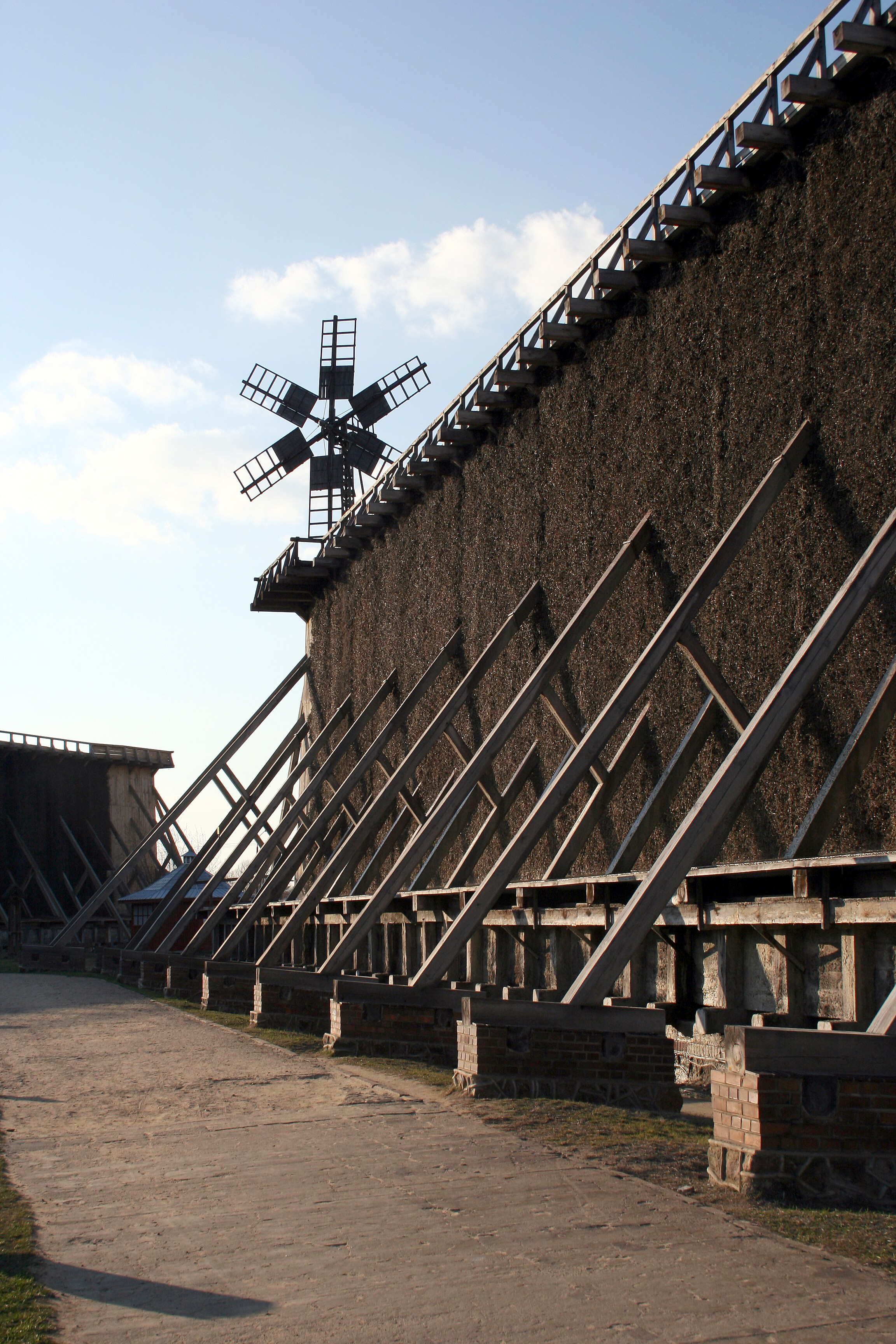
Torre de graduação nr III com um moinho de vento no fim

Torres de graduação em Ciechocinek - o complexo de três torres de graduação salmouras, construídas no século XIX em Ciechocinek na voivodia Kujawsko-Pomorskie. E uma das maiores construções deste tipo na Europa. O complexo das torres de graduação junto com salina e um parque Manancial e de Graduação constitui um Monumento Nacional.

## História
As torres de graduação de Ciechocinek foram projetados por professor da Academia de Mineração em Kielce Jakub Graff, baseado em fontes de salmouras descobertas aqui já na metade do século XVIII. Mas uns habitantes locais ocupavam-se pela extração e preparação do sal já no século XIII com contentamento de Conrado I de Mazovia.  
A torre de graduação I do comprimento 648 m, a capacidade de 5000-5800m3 e a torre de graduação II do comprimento 719 m, a capacidade de  6000-6300 m3 foram construídas nos anos 1824-1828. A torre de graduação III do comprimento 333 m, a capacidade de 2900 m3 foi criada em 1859. A base dos torres de graduação são 7000 estacas de carvalho pregadas na terra nos quais foi posta a construção de picea e pinheiro, com abrunheiro no interior pelo qual corre a água. Postas na forma de ferradura do cumprimento total de 1741.5 metros, cada do altitude de 15.8 m. A salmoura de concentração 5,8% esta bombeada da nascente nr 11 (tão chamada a fonte Grzybek) da profundidade de 414,58 m e empurrada ao topo para cursos especiais. Seguinte, a salmoura destila-se pelas paredes duma torre de graduação e abrunheiro e evapora no vento e sol criando o microclimate cheio de iodo, sódio, cloro, bromo, graças ao isso fica aqui o lugar para a inalação natural e curativa.
As torres de graduação constituem o segunda etapa no processo da produção do sal onde sucede-se a aumentação de concentração gradual da salmoura. A concentração menor está na torre de graduação I (9%), a torre de graduação III (16%), maior está na torre de graduação II (30%), deonde a salmoura correm pela tubagem ao lugar da preparação do sal (o terceira etapa da produção do sal) onde é produzida sal, silte e lixívia médica. No primeiro etapa do processo da produção do sal, a  salmoura esta bombeada da nascente nr 11 “fonte Grzybek”. As torres de graduação funcionam como o filtro do ar enorme. Em 1996 em silte e sal de Ciechocinek foram detectados os isótopos radioativos de césio (Cs-134 e Cs-137) da desastre de Chernobil (1986). Mas a concentração deles não foi alta e ofensiva para pessoas.
Em 2017 O complexo das torres de graduação junto com salina e um parque Manancial e de Graduação foi registrado como o Monumento Nacional.
Em 2019 o parque Manancial de Ciechocinek alcançou 15 milhões de zloty (PLN) do Fundo Europeu para renovação das torres de graduação (o custo total 21.6 milhões de złoty (PLN)). A menor torre de graduação vai ser desmontada e reconstruída novamente, nas outras vai ser mudado abrunheiro. As obras são planejadas para março de 2020 - dezembro de 2021.  

## Galeria

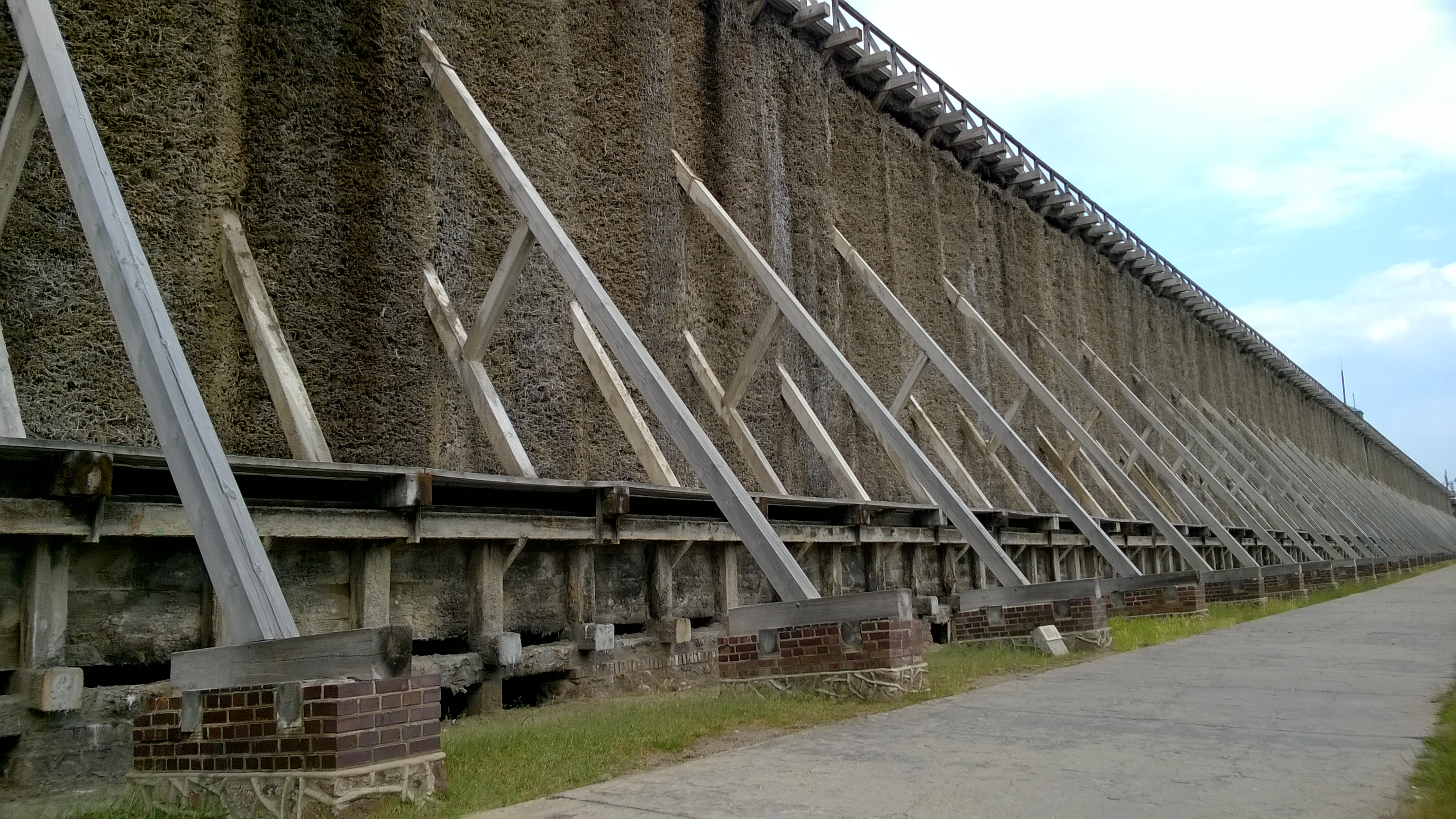
Torre de graduação III
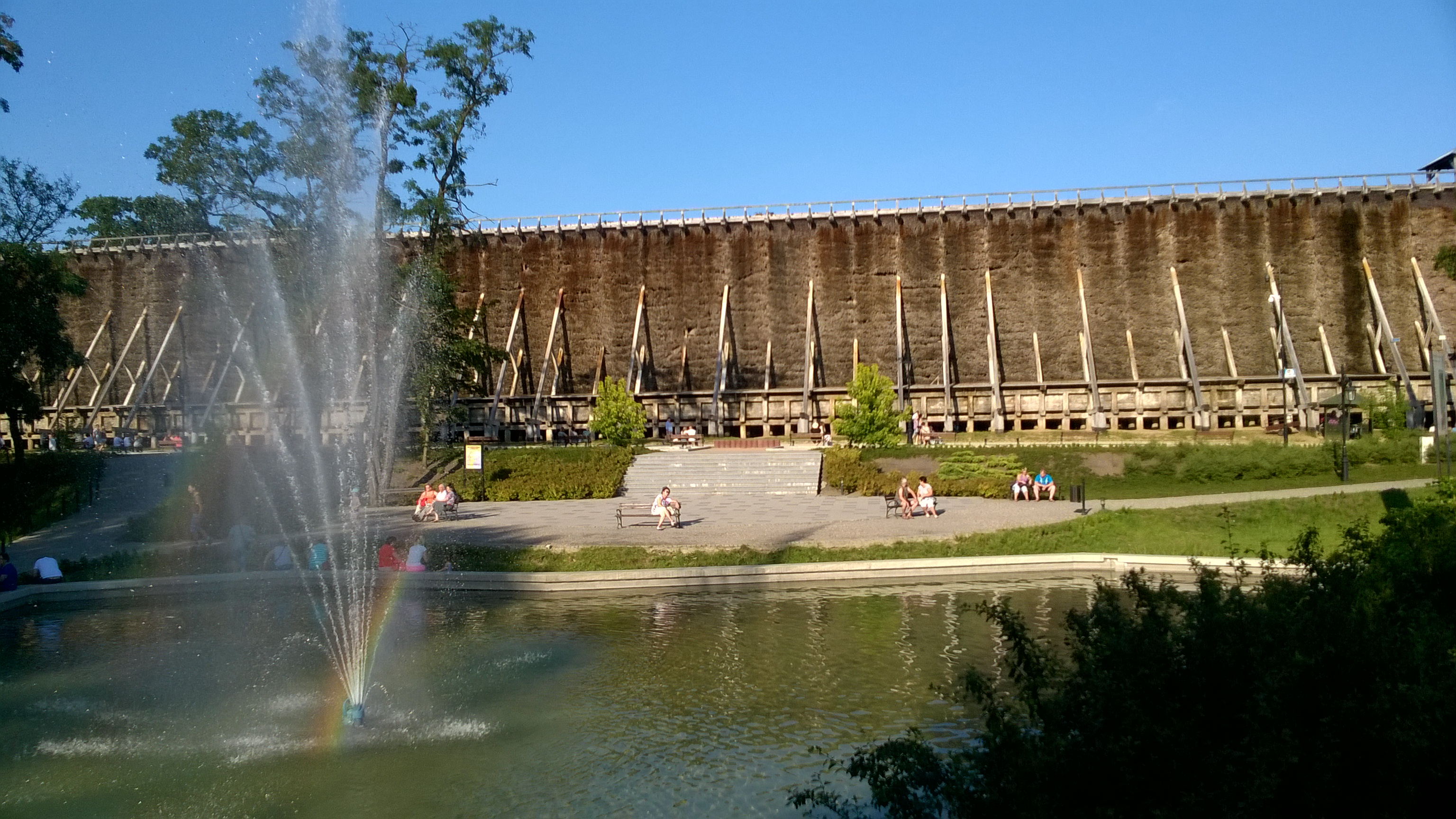
Torre de graduação I
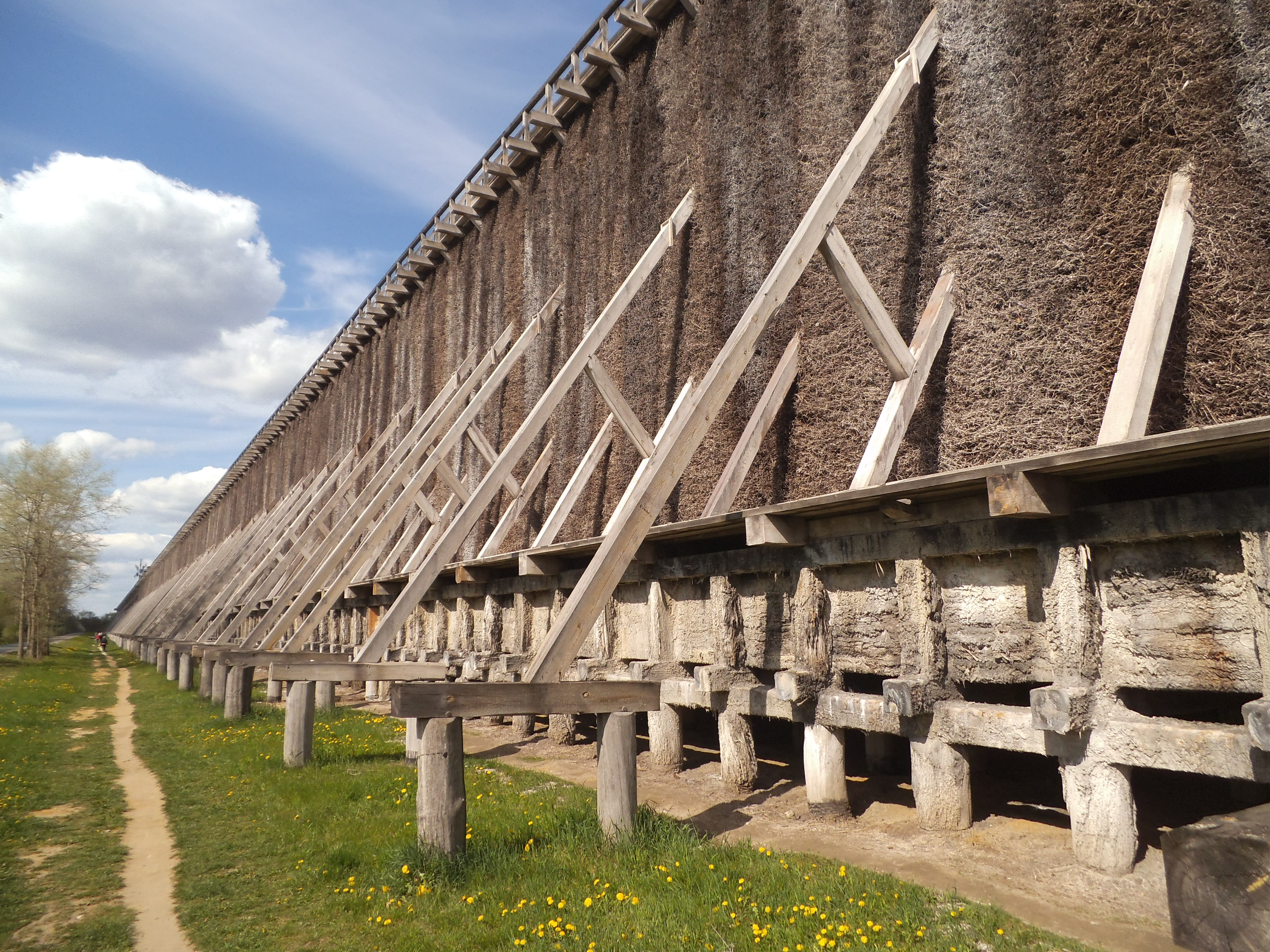
Torre de graduação II